# مارسيلو قايدو
مارسيلو قايدو (بالإيطالية: Marcello Guido)‏ هو مهندس معماري إيطالي، ولد في 1953.

## وصلات خارجية
- الموقع الرسمي